# Iden, Sachsen-Anhalt
Iden är en kommun och ort i Landkreis Stendal i förbundslandet Sachsen-Anhalt i Tyskland.
Den tidigare kommunen Sandauerholz uppgick i Iden den 1 juli 2009.
Kommunen ingår i förvaltningsgemenskapen Arneburg-Goldbeck tillsammans med kommunerna Arneburg, Eichstedt, Goldbeck, Hassel, Hohenberg-Krusemark, Rochau och Werben (Elbe).